# 歌舞伎座
歌舞伎座（かぶきざ）は東銀座にある、日本で唯一の歌舞伎専用の劇場である。

## 概要

### 施設
歌舞伎座は複合施設「GINZA KABUKIZA」の4階以下の部分に相当し、5階以上はオフィスビルの歌舞伎座タワーになっている。
5階部分は一般に開放されており、歌舞伎座ギャラリーや屋上庭園等がある。また地下には歌舞伎グッズ、土産、弁当等が買える木挽町広場がある。タワー5階と木挽町広場は劇場外という扱いなので、チケットなしで出入りできる。
歌舞伎座は松竹のグループ会社である「株式会社歌舞伎座」（英: Kabuki-Za Co.,Ltd.）が所有している（飲食やグッズ販売はその100%子会社「歌舞伎座サービス株式会社」）。

### 興行形態
歌舞伎座での興行はひと月を単位とし、月毎に演目が変わる。各月の興行は月初めから25日間（途中数日の休演日を挟む）であり、基本的に「昼の部」と「夜の部」の2部制（3部制の事もある）で、各部は複数の演目から構成されている事もある。他の劇場での歌舞伎公演もこれに準じた興行形態の場合が多い。
また、歌舞伎座に固有なシステムとして一幕見席がある。これは昼の部ないし夜の部の一幕だけを見るための席で、歌舞伎を初めて見る客や観光客、同じ演目を何度も見る客などに利用されている。

### 歴史
歌舞伎座は1889年（明治22年）に開場した。従来の劇場は地名や座元の名を冠するのが例であり（新富座、中村座など）、「歌舞伎座」という名称は異例であった。「歌舞伎座」とはもともと普通名詞として用いられた言葉で、「卑賤視されていた小芝居の対極にある権威ある大芝居の劇場を意味していた」。現在の歌舞伎座設立にあたり「その普通名詞を、福地桜痴は固有名詞として天下に示したのである」。
経営は十二代目守田勘彌 、田村成義と移り、1913年（大正2年）、松竹が歌舞伎座の経営権を獲得し、今日に至るまで松竹傘下で経営されている。
当初は演劇改良運動の拠点として「外観は洋風、内部は日本風の3階建ての檜造り」の劇場として作られたが、「純洋風の帝劇に対抗して1911年日本式宮殿風に改築」。
それ以降も3度建て直されており、2013年以降は第5期にあたる。歌舞伎座が「GINZA KABUKIZA」の一部になったのは5期からで、4期までは歌舞伎座タワーや木挽町広場はなかった。

## 施設

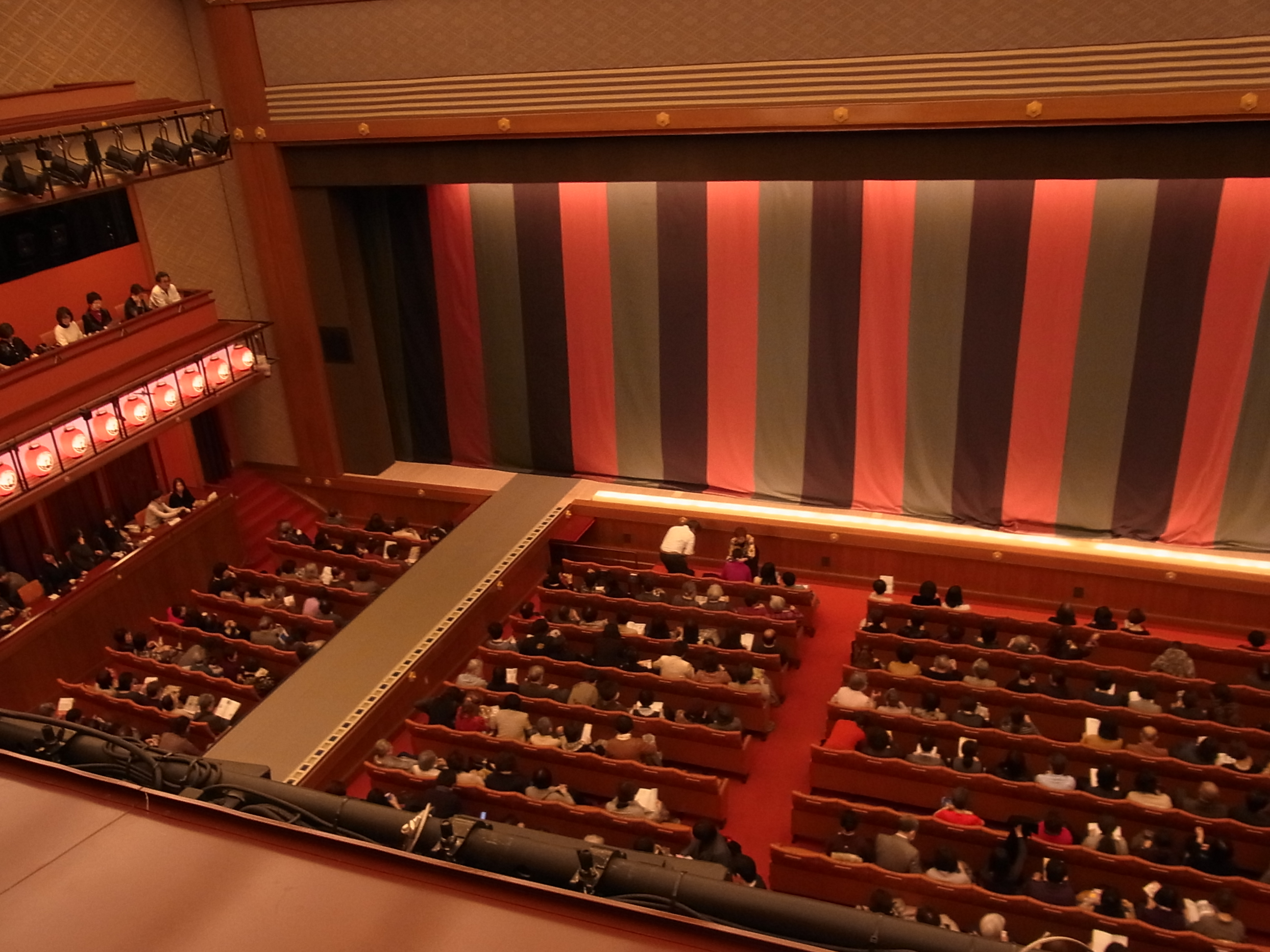
二階席から見た歌舞伎座

第5期歌舞伎座の外観は意匠設計・隈研吾。低層で和風桃山様式を採用。4階建て全1,964席で通常の1等席～3等席以外に桟敷席と一幕見席（後述）を配置。
木挽町広場は地下鉄東銀座駅と地下で直結する。観客はここから直接客席へ行くことはできず、一旦エスカレーターで地上へ出て正面玄関から入る形をとっているが、「大きな庇が新設されているので、雨にぬれずに、しかも歌舞伎座の外観を眺めてから入場することができる」。
歌舞伎座は耐震性が特に重視されたうえ、「非常時には約3000人の帰宅困難者が3日間ほど待機できるだけのスペースと食料などを提供する機能をもつ」。

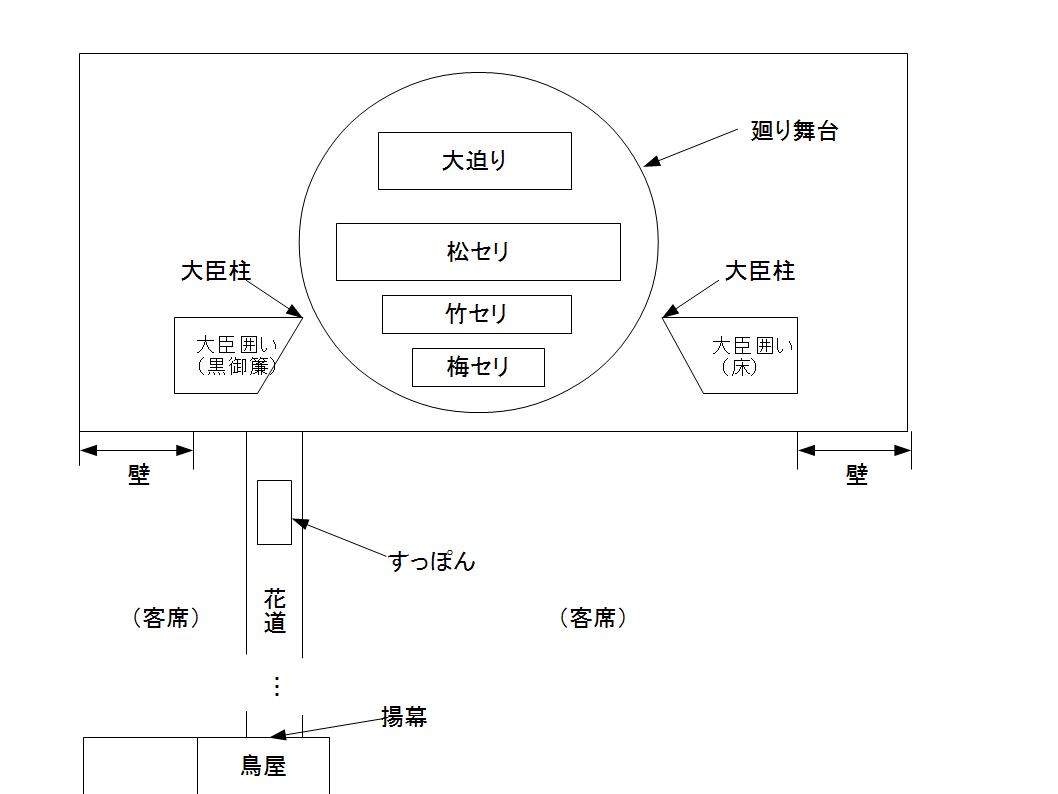
歌舞伎座の舞台平面図。

### 舞台装置
舞台は間口91尺(27.573m)、高さ21尺（6.363m）であり、舞台下手に60尺(18.18m)の花道がある。
舞台には直径60尺(18.180m)の廻り舞台が設置されており、廻り舞台のなかに４つのセリ、花道にもセリ（「すっぽん」と呼ばれる）がある。
奈落は役者が出入りする中奈落（深さ4.4m）の下に大奈落（深さ11.4m）が作られた。

### ロビー
歌舞伎座に入場して眼の前の大間の絨毯に平等院鳳凰堂中堂母屋の方立にの菱型文様をモチーフとした緞通が描かれている。これは「宝相華という浄土に咲く華を唐草文様に組み合わせた図案」に花枝をくわえた咋鳥という４羽の対になる鳥を描いたもので、第4期歌舞伎座開場当時に３ケ所で使われていたものをサイズを大きくして１箇所に用いたもの。なお4期の末期の緞通は花が描かれていた。
2階ロビーには明治の名優九代目市川團十郎、五代目尾上菊五郎、初代市川左團次、七代目松本幸四郎の胸像が並ぶ。
３階には「座・のれん街」という土産物や甘味等を販売する店々が軒を連ねる。歌舞伎座名物のたい焼き「めでたい焼」も3階で販売されている。食堂は「花籠」、「東京吉兆」の2つが3階にある。

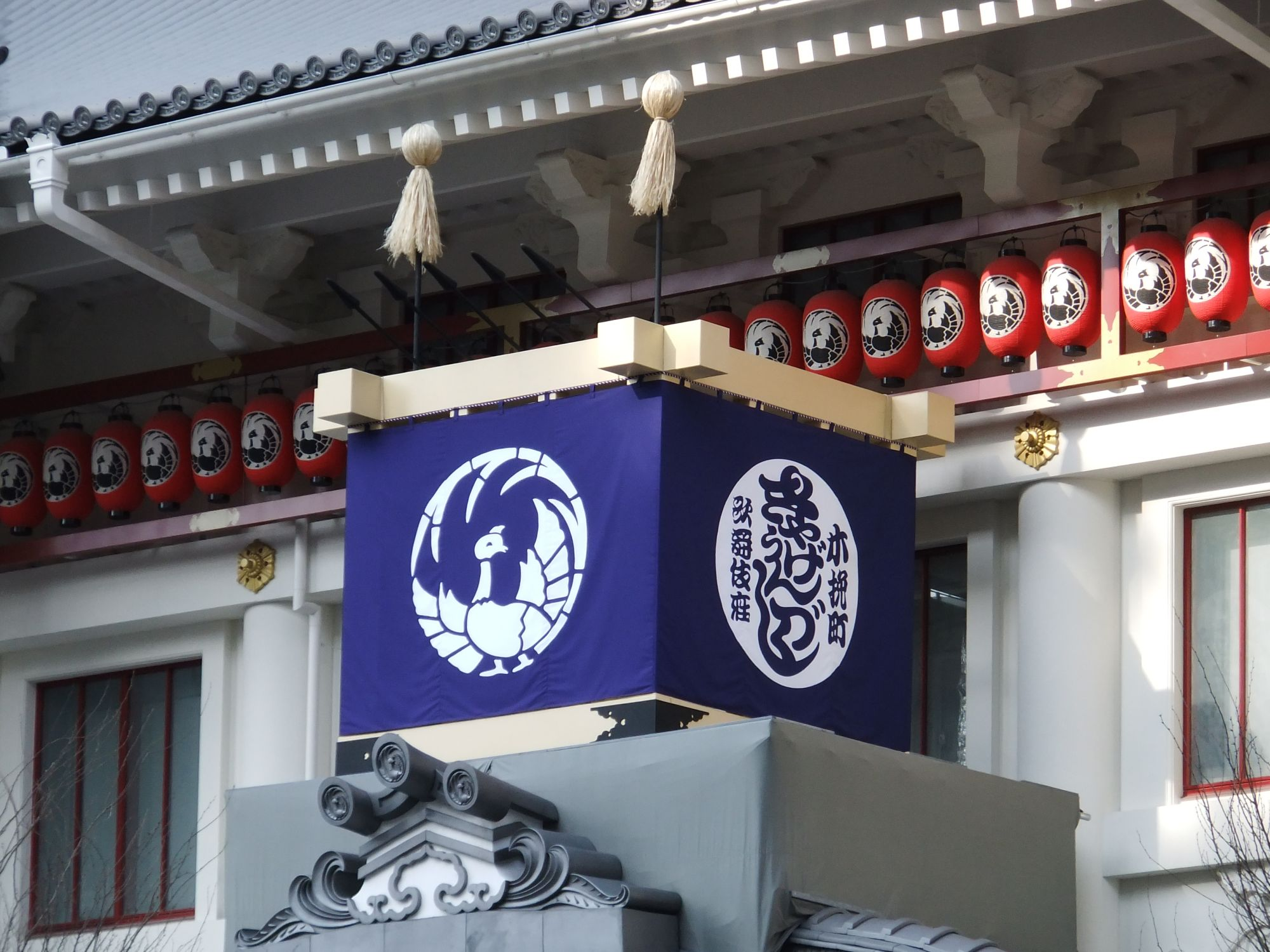
櫓に書かれた鳳凰丸

### 座紋：鳳凰丸
歌舞伎座の座紋は「鳳凰丸」で、入口の紫色の幕、屋根瓦、提灯、扉など様々な場所にこの座紋があしらわれている。
原形は法隆寺の宝物「鳳凰円文螺鈿唐櫃」の文様。歌舞伎座の最初の座主であった福地桜痴が谷村という茶人の勧めで自宅の座敷の釘かくしにつかっていたものを歌舞伎座の櫓紋にも用いたのが始まりである。
歌舞伎座では毎年11月の顔見世興行の際に正面入り口上の破風の上に櫓が上がるが、この櫓を囲う布には、正面に鳳凰丸が、側面には「木挽町きやうげんづくし（狂言尽くし）歌舞伎座」の文言がそれぞれ染め抜かれている。

### 絵看板
歌舞伎座の正面玄関左右には上演中の演目を描いた「絵看板」という絵が飾られる。(南座など歌舞伎座以外の歌舞伎興業でも飾られる)。「芝居小屋の絵看板は鳥居派の元祖・鳥居清元の元禄年間から始ま」ったものである。
絵看板は鳥居派の絵師が代々描いていた肉筆浮世絵で、「“瓢箪足”（筋肉を誇張するため瓢箪のような形をした手足）に“蚯蚓書” （強い抑揚をつけた描線）と言われる独特な表現が特徴」で「顔の表情もほぼ統一された優しいうりざね顔」あった。
しかし最後の浮世絵師である鳥居清光が亡くなる2021年の数年前から新作に関しては穂束宣尚の描いた絵看板を用い、旧作に関しては鳥居清光が描いた絵の再利用となっている。

### 積物

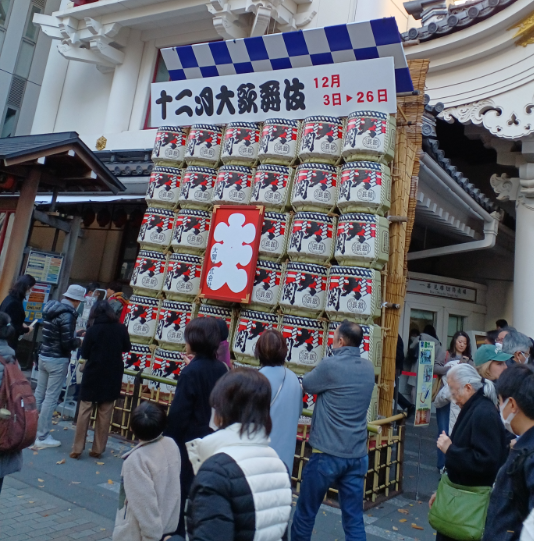
歌舞伎座の積物

歌舞伎座の入口の左側には酒樽が重ねられている。これは積物（つみもの）といい、「江戸時代、ご贔屓連中が歌舞伎役者へ贈られた品物を芝居小屋の前に高く積み上げて景気づけを行」ったのが発祥で、歌舞伎座以外でも冠婚葬祭の盛り籠や居酒屋店先の積樽に名残を残す。
今日では酒樽に限られているが、「江戸時代には酒樽のほか、米俵、炭俵、醤油樽、蒸籠」などが積まれた。

### 歌舞伎稲荷神社

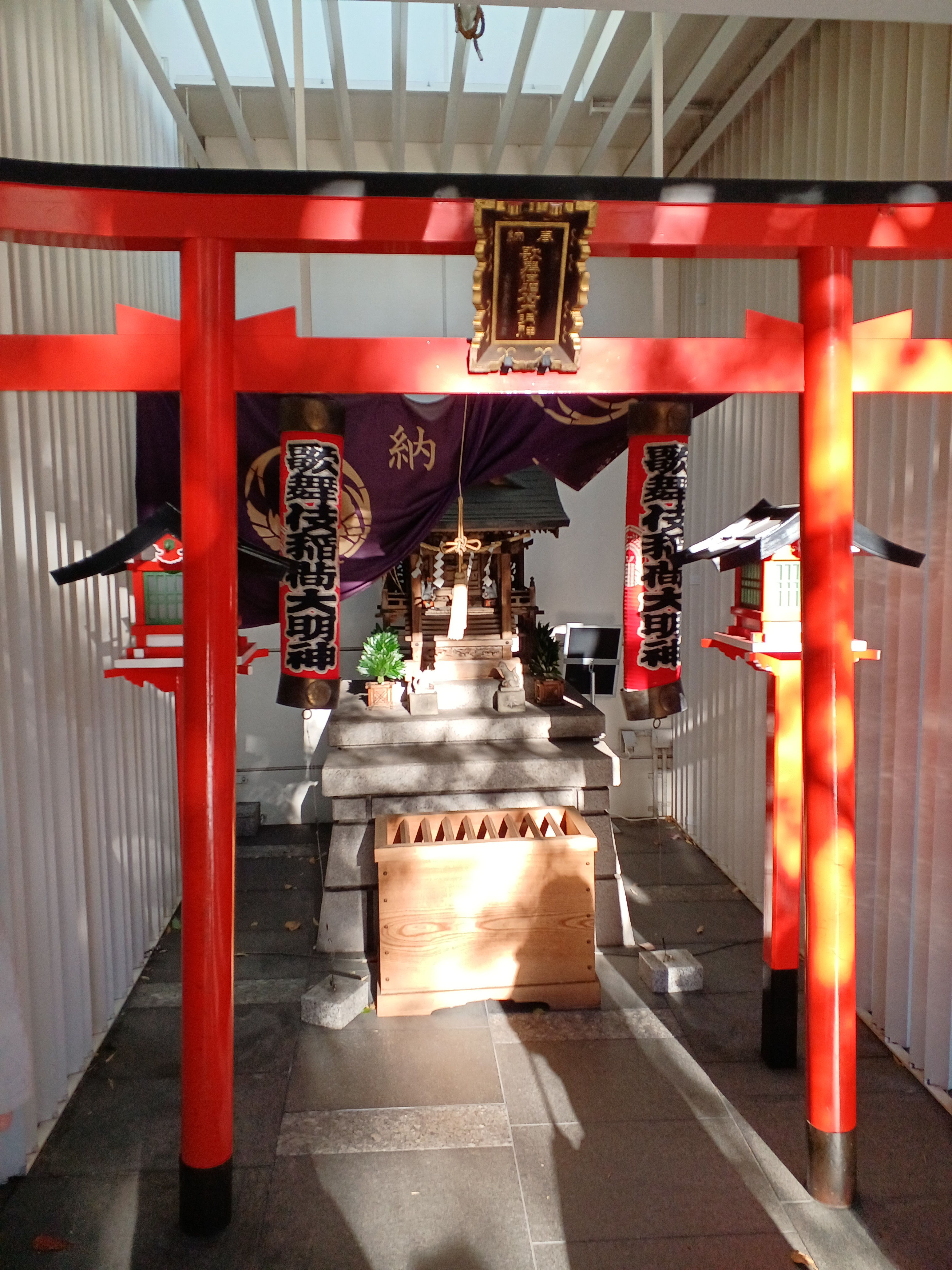
歌舞伎稲荷神社

歌舞伎座正面右端にある神社で銀座八丁神社めぐりの一つ。「歌舞伎興行の大入りや安全、お客様や舞台関係者の平穏無事、また、近隣の平安、火伏の守護などを祈願して祀られて」いる。4期歌舞伎座では木挽町通り側の劇場内にあったが5期から現在の場所に移転。
歌舞伎座では、「毎年2月の「初午」か「二の午」（2回目の午の日）には、鉄砲洲稲荷神社の宮司により1年の無事を祈願するお祓いを行う、「初午祭」または「二の午祭」が執り行われて」いる。これらの祭りにおける江戸時代からの風習に従い、2月興行では絵に地口を添えた「地口行灯」と上演中の演目を狐が演じている絵を描いた行灯とを飾る。
また「毎月の興行の初日には「初日奉告祭」、千穐楽には「千穐楽奉告祭」を行い、舞台で宙乗りがある際には「舞台修祓式（しゅばつしき）」も行う」。
また「歌舞伎稲荷神社の前では、毎週木曜日に「銀座　木挽町通り　歌舞伎座朝市」が開かれ」る。
御朱印は木挽町広場の「かおみせ」で販売。

### 設備
主な設備は以下のとおりである：
|         |          | 劇場内     | 劇場内   | 劇場内 | 劇場内                                                                                                | 劇場内                                                   | 劇場外                                                                                           |
| 客席    | 客席     | ロビー     | ロビー   | 舞台裏 | |                                                          | 劇場外                                                                                           |
| 両脇    | 正面     | トイレ     | その他   | 舞台裏 | |                                                          | 劇場外                                                                                           |
| ------- | -------- | ---------- | -------- | ------ | --- | -------------------------------------------------------- | ------------------------------------------------------------------------------------------------ |
| 地下3階 | 地下3階  | －         | －       | －     | － | －                                                       | 駐車場                                                                                           |
| 地下2階 | 地下2階  | －         | －       | －     | － | 大奈落                                                   | 木挽町広場 切符売場                                                                              |
| 地下1階 | 地下1階  | －         | －       | ◯      | ロッカー                                                                                              | 中奈落                                                   | －                                                                                               |
| 1階     | 1階      | 桟敷席40席 | 1等687席 | －     | 案内書 筋書売場 イヤホンガイド・英語字幕サービス貸出所 ドリンクコーナー                               | 受付 神棚 楽屋                                           | 切符預かり所 お土産処「木挽町」 喫茶店「檜」 歌舞伎稲荷 一幕見席切符売り場、一幕見用エレベーター |
| 1階     | 1階      | 桟敷席40席 | 2等171席 | －     | 案内書 筋書売場 イヤホンガイド・英語字幕サービス貸出所 ドリンクコーナー                               | 受付 神棚 楽屋                                           | 切符預かり所 お土産処「木挽町」 喫茶店「檜」 歌舞伎稲荷 一幕見席切符売り場、一幕見用エレベーター |
| 2階     | 1等      | 32席       | 322席    | ◯      | 明治の名優の胸像 案内所 お食事処「鳳」 ドリンクコーナー 自動販売機                                    | 楽屋                                                     | －                                                                                               |
| 2階     | 2等      | 16席       | 71席     | ◯      | 明治の名優の胸像 案内所 お食事処「鳳」 ドリンクコーナー 自動販売機                                    | 楽屋                                                     | －                                                                                               |
| 3階     | 3階A     | 30席       | 280席    | ◯      | 案内所 お食事処「花籠」、「東京吉兆」 花篭Bar 座・のれん街（＝お土産や甘味等を販売） ドリンクコーナー | 楽屋 とんぼ道場（とんぼの練習をするための砂場） 共同浴室 | －                                                                                               |
| 3階     | 3階B     | －         | 400席    | ◯      | 案内所 お食事処「花籠」、「東京吉兆」 花篭Bar 座・のれん街（＝お土産や甘味等を販売） ドリンクコーナー | 楽屋 とんぼ道場（とんぼの練習をするための砂場） 共同浴室 | －                                                                                               |
| 4階     | 一幕見席 | －         | 96席     | ◯      | 一幕見席受付 ロッカー 自動販売機                                                                      | 稽古場 リハーサル室                                      | 五右衛門階段 四階回廊～想い出の歌舞伎座～                                                        |
| 5階     | 5階      | －         | －       | －     | － | －                                                       | 歌舞伎座ギャラリー 屋上庭園 木挽町ホール 各種テナント                                            |
| 近隣    | 近隣     | －         | －       | －     | － | －                                                       | 日本料理ほうおう 歌舞伎そば（2023年4月30日閉店）                                                 |

### 木挽町広場

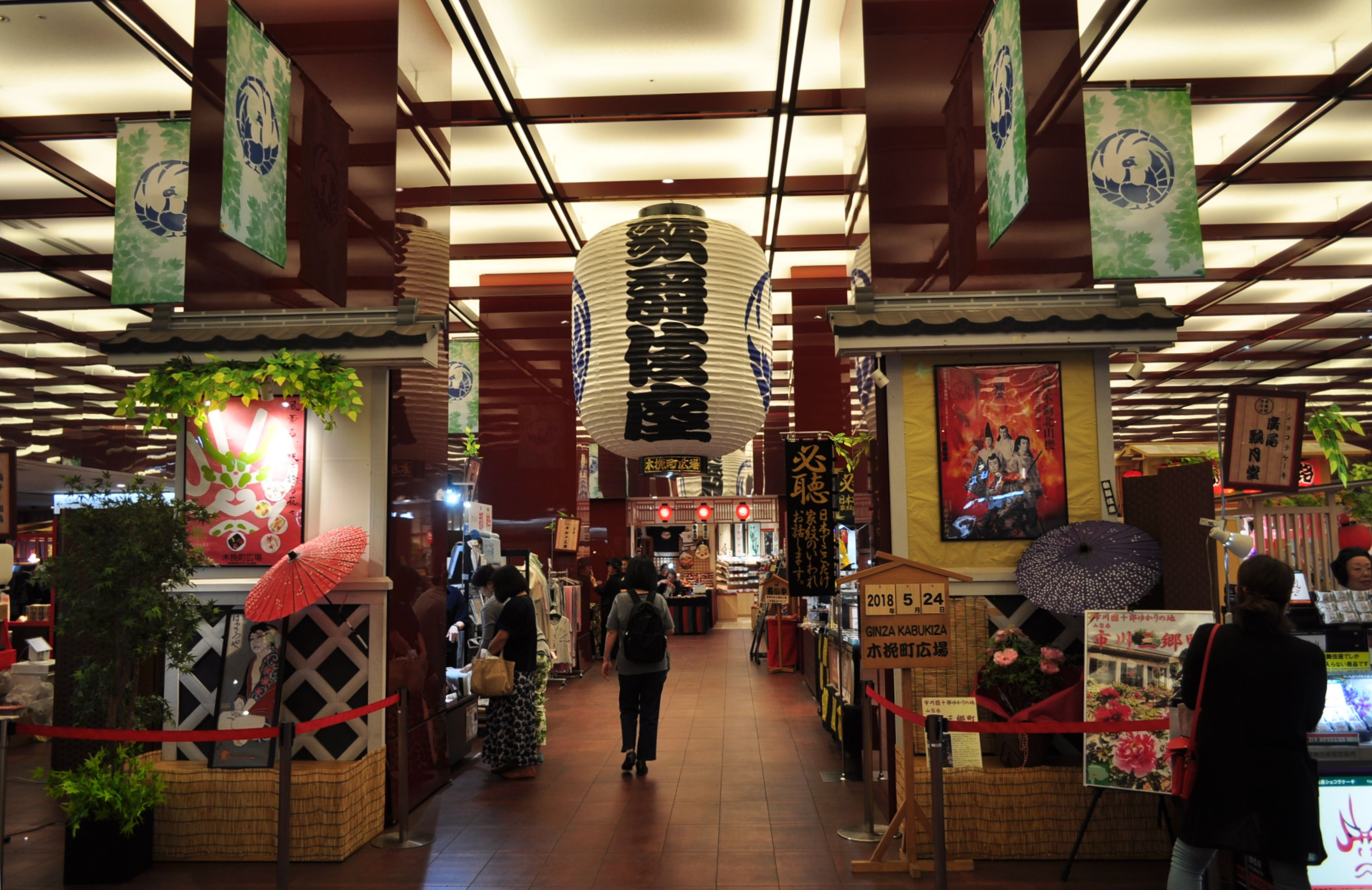
木挽町広場

5期歌舞伎座には歌舞伎座の地下2階に歌舞伎グッズ、土産、弁当等が買える木挽場広場が新設された。木挽町広場は歌舞伎座の劇場外という扱いなので、チケット無しで入場可能である。木挽町広場には下記のものがある：
- シンボルとなる巨大な提灯
- お弁当処「やぐら」[34][74][59]
- お土産処「かおみせ」[34][75][59]
- 食品雑貨「はなみち」[76][59]
- 歌舞伎茶屋「房の駅」[34][59][注 10]
- ブロマイド販売[8]
- コンビニ、喫茶店[34][59]
- 切符売場[34][59]

### 歌舞伎座タワー
地下鉄東銀座駅と直結した地上29階、地下4階、高さ143ｍのオフィスビル。「歌舞伎座と調和するように、オフィスタワーの壁面は劇場から大きく後退」させた位置に配置し、漆喰のイメージでデザインし、タワー劇場正面は細長い縦格子をはめ込んだ和風モダン調にしている。それ以外の3面は一般的なオフィスビル同様、ガラスを多用。
歌舞伎座タワーとしての正面入口は昭和通り側（＝歌舞伎座の左側面）となるが、地下鉄東銀座駅の出口から木挽町広場を通っても入場できる。舞台上部にタワーを配置しているため乗用エレベーターを足元まで下ろすことができず、1階エントランスから5基のシャトルエレベーターで一旦7階に運び、スカイロビーのあるこの階で乗用エレベーターの乗り換えとなる。
「GINZA KABUKIZA」のキャッチコピーは「イザ、ギンザ、カブキザ。」、シンボルマークは、歌舞伎座タワーを表す3本のストライプに歌舞伎座をあわせたもの。

#### 一般開放部分
タワー5階は一般開放されており、歌舞伎に使用する衣装や小道具等が展示されている歌舞伎座ギャラリー、第4期歌舞伎座の瓦や河竹黙阿弥の石燈籠等が展示されている屋上庭園等がある。屋上庭園から「五右衛門階段」を下って「四階回廊～想い出の歌舞伎座～」へと行くことができる。「四階回廊」では歴代の著名な役者の解説や歴代の歌舞伎座の模型を見る事ができる。
歌舞伎座ギャラリーには「約150平米、収容定員80～100名の」木挽町ホールを併設。
またタワー5階にはテナントとして2024年10月現在、寿月堂、銀座CBTS歌舞伎座テストセンター、きもの都粋が入っている。開場当時はお土産処「楽座」があったが、2023年6月で閉店した。

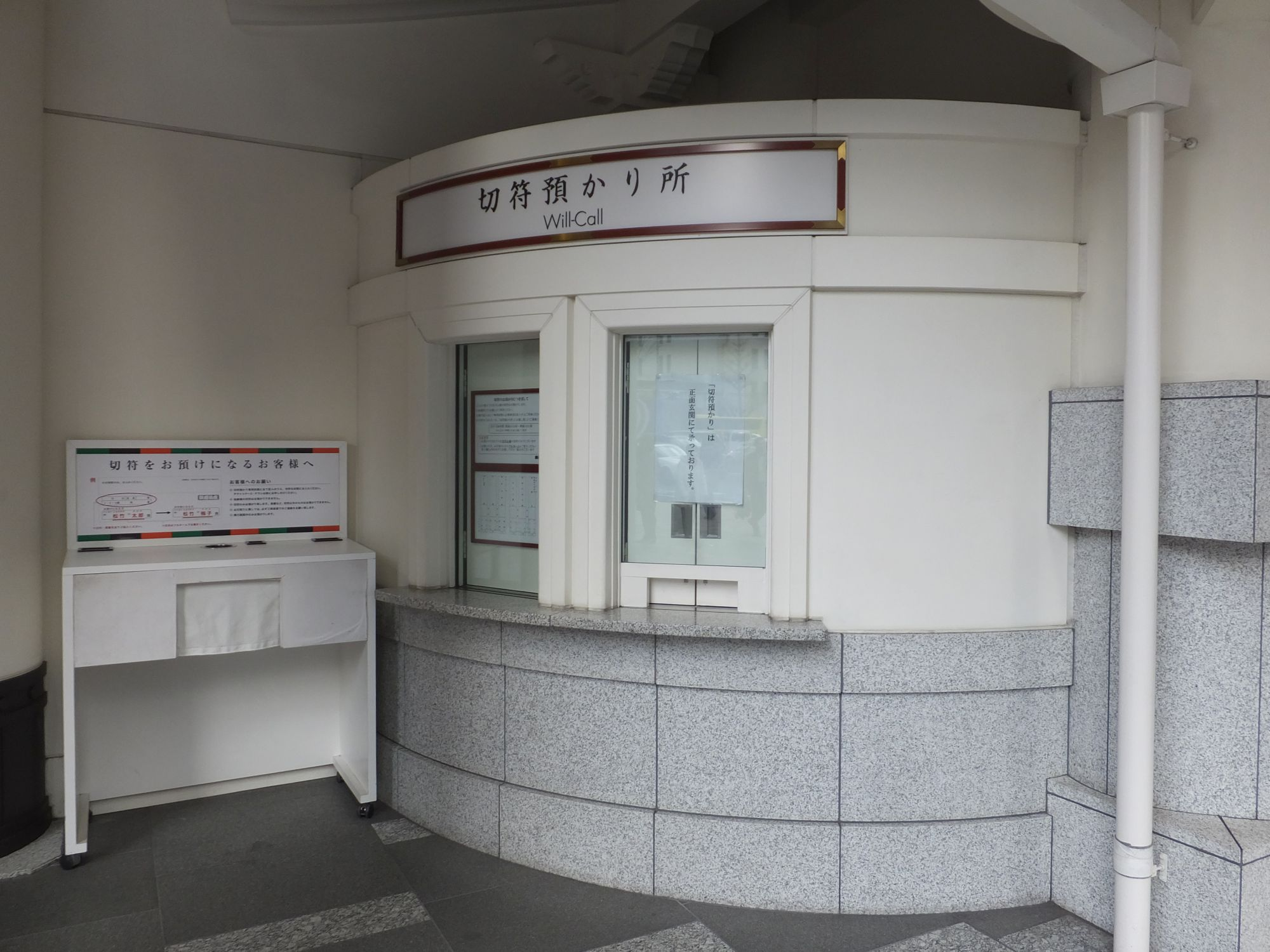
切符預かり所
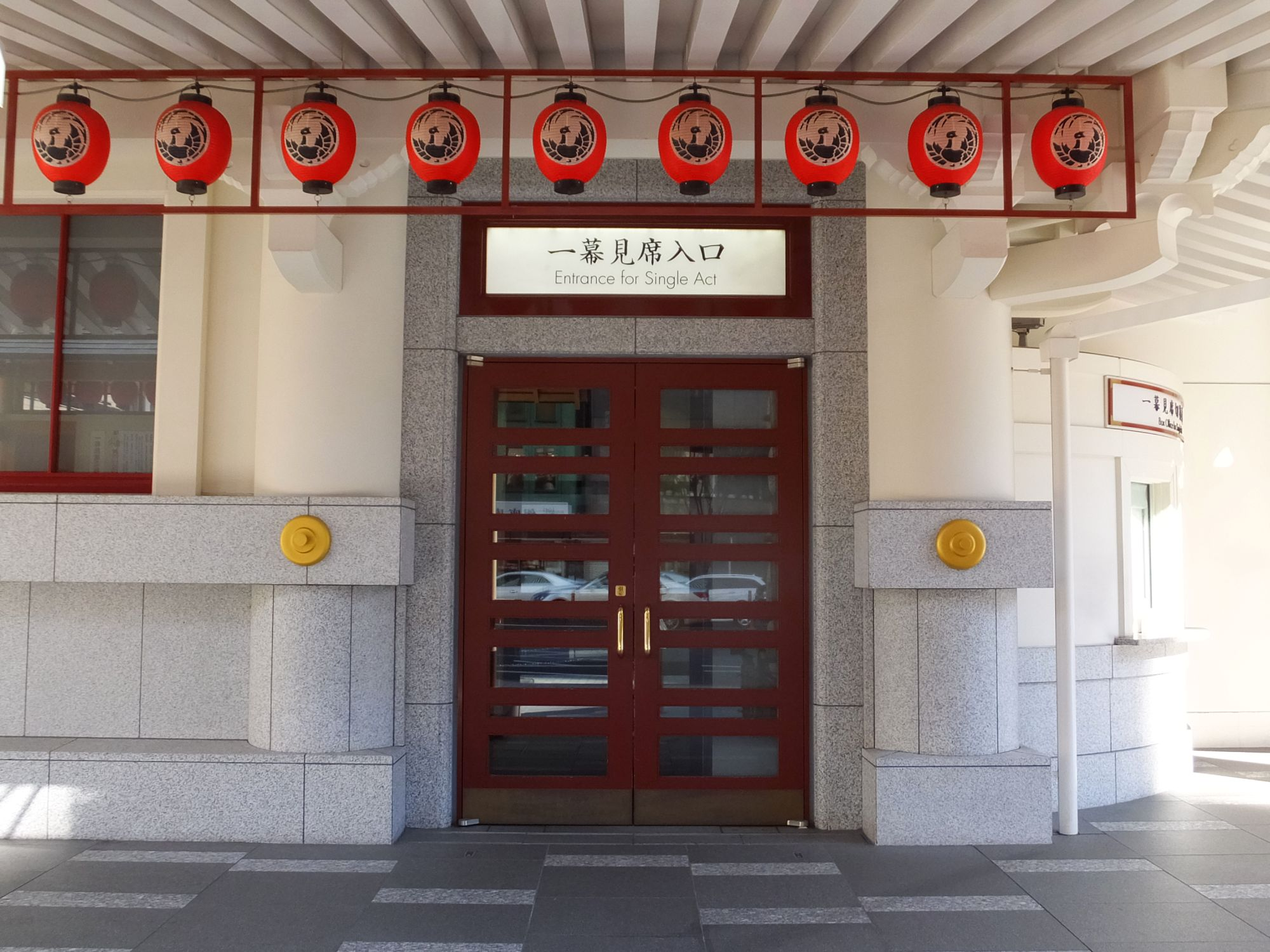
一幕見席入口
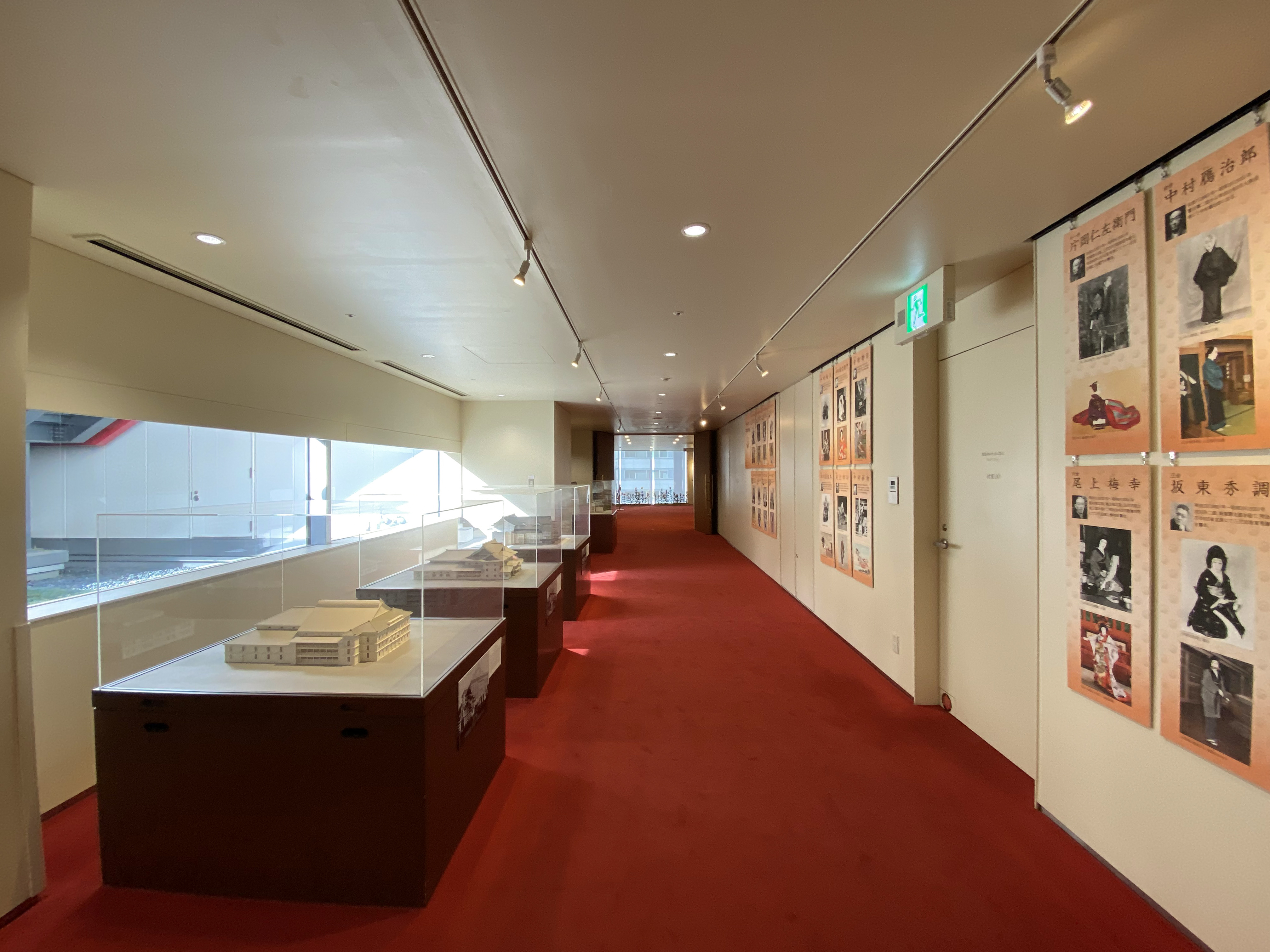
四階回廊～想い出の歌舞伎座～ （2019年撮影）
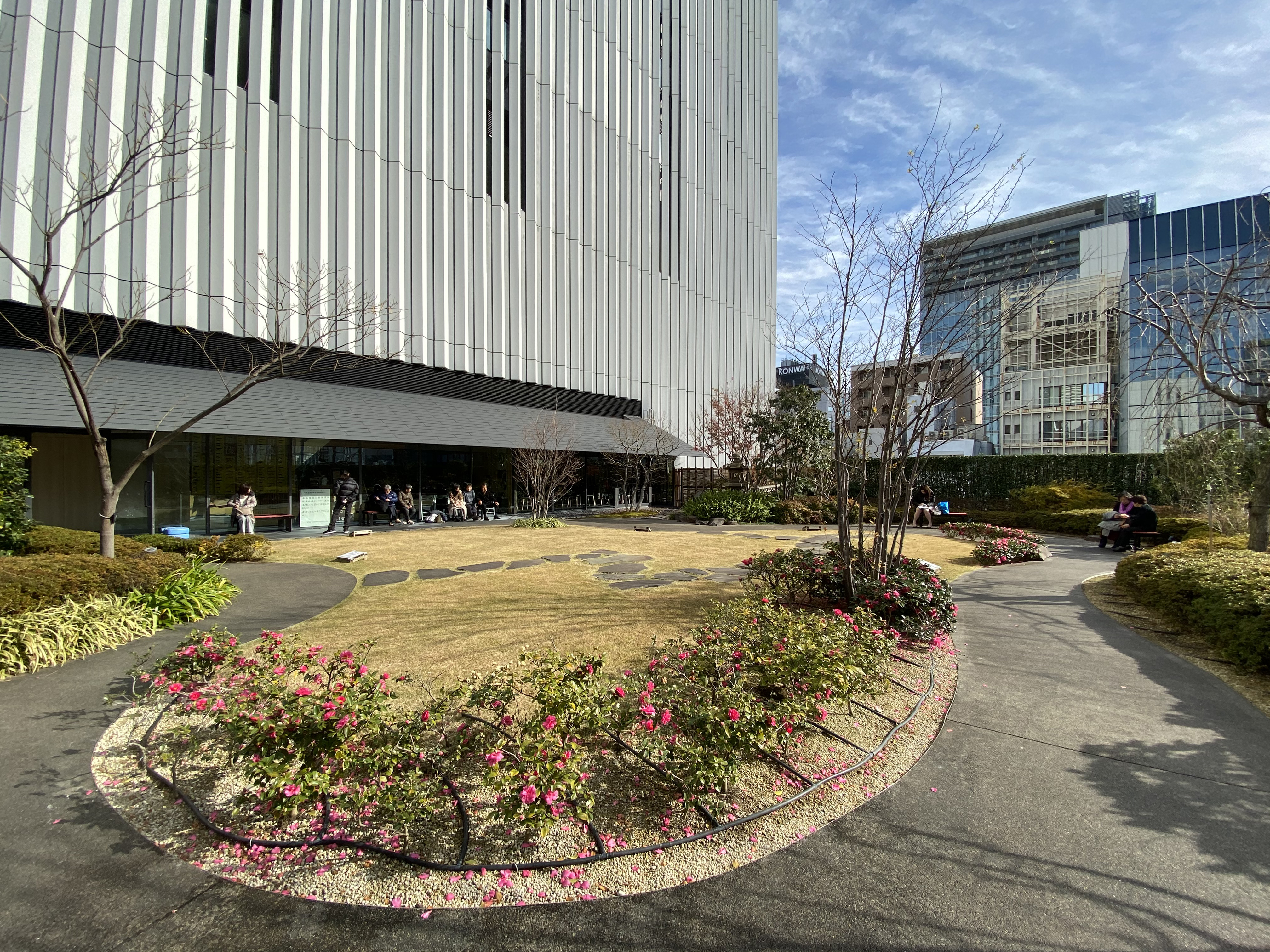
屋上庭園 （2019年撮影）

### 第5期の建築
第5期歌舞伎座は「人々に愛されてきた歌舞伎座の歴史を継承し、さらにそこに今の時代に合った新しい機能を取り入れること」を目標に、建物自身ではなく「皆さんの頭の中にある第四期」、「殿堂である歌舞伎座の精神」を継承する形で設計。
当初の計画では太平洋戦争前の歌舞伎座を再現する予定であったが、当時の石原都知事から「銭湯みたいで好きじゃない」「オペラ座のようにしたほうがいい」との注文がついた為廃案になり、「劇場をまるごとビルの壁で覆う」「ガラス張りの現代的建築」が検討された。しかし役者から「歌舞伎座の雰囲気が変わってしまう」と反対された他、各方面からの反対意見も相次ぎ、最終的に4期歌舞伎座を引き継いだデザインに落ち着いた。
第5期歌舞伎座は「外観・室内ともに第四期の歌舞伎座の特長を生かしつつ、第三期から続く桃山様式を踏襲」した。また当初は真っ白だった4期歌舞伎座も「何回も塗り替えて最後は黒っぽく」なっていたが、皆の記憶の中にある歌舞伎座は白いので、「第四期よりも少し白く」、「多少黄みがかった柔らかいクリーム色」にした。
歌舞伎座タワーを併設するため、鉄筋コンクリート造から鉄骨造に変更。外装はPC版、組物は軽量なガラス繊維強化コンクリート、垂木はアルミを採用。
外界の音を遮断するため防振ゴムや防振遮音壁設置を導入したり、正面の劇場入口扉を2重にした。
舞台には4期からある松竹梅の3つのセリに大ゼリが加わった。また奈落に関しては4期の奈落と同じ高さにある中奈落（深さ4.4ｍ）の下に国内最大規模を誇る大奈落（深さ11.4ｍ）ができた。
客席は「席数を若干減らし、千鳥の配置から一列に変更」し、「2階席の柱を取り除き、1階席の見やすさを大きく改善した。また「劇場全体の高さを1.5m高く」して「客席の床の傾斜も少し急」にした。これにより3階席からも花道の「すっぽん」まで見渡せる形になった。さらに1階席に音が効率的に届くように、天井の中に新たに半円形の反射板を設け」た。

座席は「幅を3cm、前列との間隔を6cm」大きくした。その分、椅子の背を薄くしてスペースを稼いでいるが、第4期より「客席全体で奥行が約 1m 大きくなって」いる。

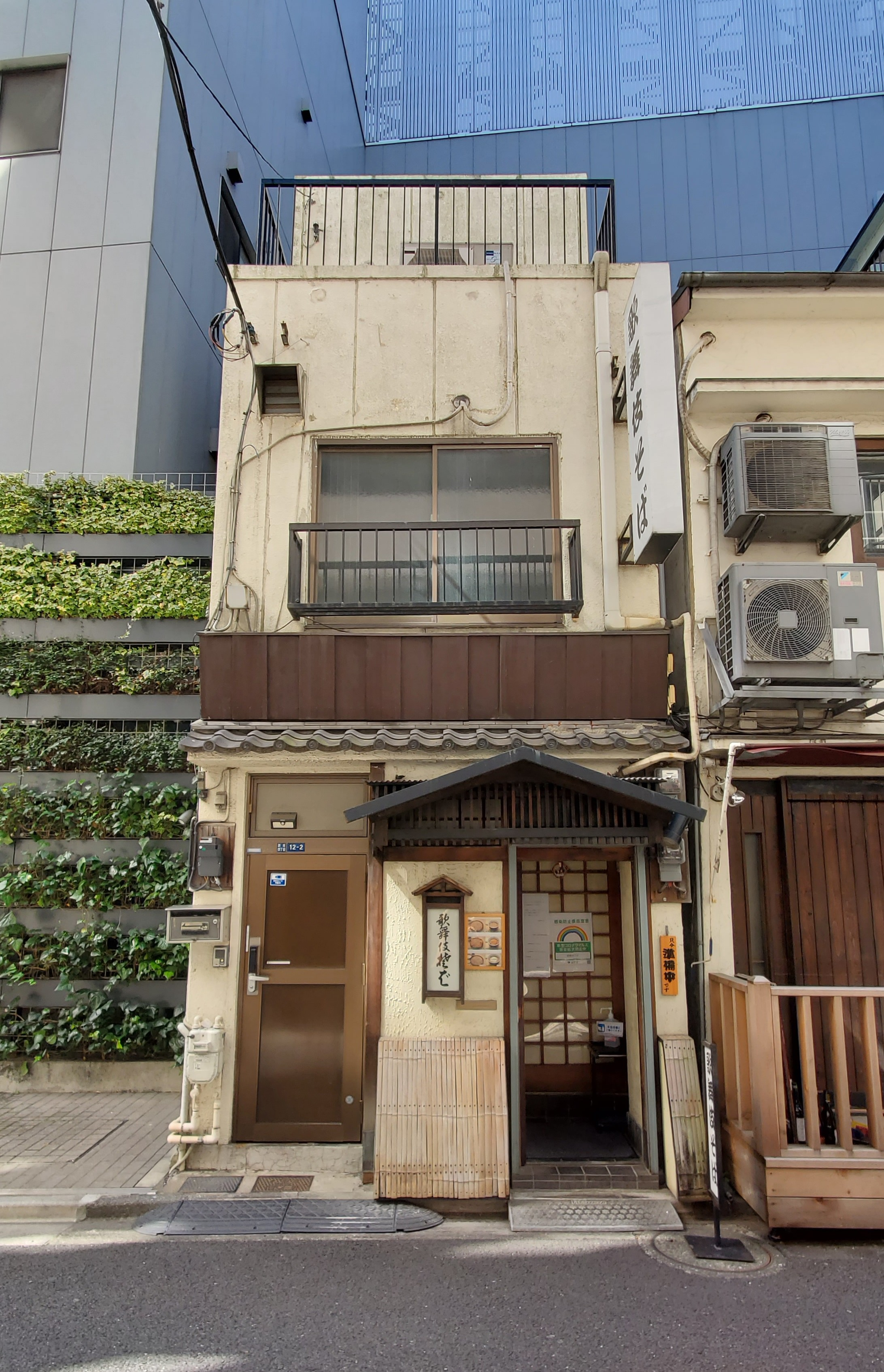
歌舞伎そば
（2021年3月15日撮影）

一方、5期歌舞伎座では無くなったものもある。4期歌舞伎座の右隣はもともとは車寄せのスペースがあり、そこに平成2年に東別館が建ってコーヒーとカレーの店「暫」（1階）、ベトナム料理店（2階）、チケットホン松竹のオペレーションセンター（3階）、「歌舞伎会」の事務局（地下1階）が入っていたが、5期では東別館の場所も歌舞伎座の一部となった。
また歌舞伎座の左隣には平成7年まで「歌舞伎寿司」、それ以降は弁当を扱っている「歌舞伎茶屋」があったがこの場所も5期では歌舞伎座の一部となった。
4期歌舞伎座の一幕見席切符売り場横には「歌舞伎そば」が併設され50年近く営業を続け、観客のみならず役者にも利用されていたが、4期歌舞伎座閉場後、2010年5月24日に歌舞伎座裏にリニューアルオープンし、兜町にも支店を出した。 しかし2023年4月30日に「建物の老朽化と価格帯を維持できなくなったため」閉店した。

それ以外の第4期との違いは以下の通りである：
- 歌舞伎座タワーの併設
- 場内の地下食堂「花道」[109]が無くなり、場外の木挽場広場の屋上部分に。
- 一階の西側売店を廃止、売店は東側のみとした。
- バリアフリー化、エスカレーターとエレベーターの設置。
- 3階に「座・のれん街」を設置。
- チケット売り場とお弁当売り場を木挽町広場に移動。
- 併設されているお食事処の変更。

## 興行形態
歌舞伎座での興行はひと月を単位とし、月毎に演目が変わる。各月の興行は月初めから25日間（途中数日の休演日を挟む）である。
基本的に2部制（3部制のときもある）で、昼の部と夜の部からなる。
各部は複数の演目から構成されている場合も多いが、観劇の料金は部単位であり、これら演目の料金をセットで支払う必要がある（後述の一幕見席は例外）。
昼の部は午前11時から午後4時頃まで、夜の部は午後4時半から午後9時頃までである。
（終了時間は公演内容によって異なる。）
したがって午昼の部では昼食、夜の部では夕食の時間をはさむ事になるが、食事をするには幕間（最大30分程度）に内部の食堂を利用するか、弁当を持参する（もしくは木挽町広場や内部の売店で買う）必要がある。上演は見取り狂言（演目のうち人気場面だけを上演する形態）である事が多く、そうでない場合は通し狂言と銘打たれている。

### 桟敷席
桟敷席は歌舞伎座の両脇に設置された席で、他の席と違い横を向いており、2人席で掘りごたつ式に足をおろすことができ、小さなテーブルが設置されている。これは第一期歌舞伎座の名残として設置されているもので、「現在も1階桟敷席では、この席でしか味わえない桟敷弁当（幕乃内）やお茶のサービスが受けられ、昔ながらの芝居見物のぜいたくさを満喫することができ」る。なお2階の両脇にも桟敷席があるが、2階のものは通常の1等もしくは2等席のチケットとして販売されており、桟敷弁当の配達やお茶のサービスはない。3階の両脇は通常の3階A席である。
2階席・3階席の手すりの外には屋根状の張り出しがある。このため、桟敷席の上にある3階西席からは花道が見えない。

### 一幕見席
前述のように歌舞伎座の通常の観劇では複数の演目がセットで販売されているが、4階の一幕見席のみは１つの演目（の中の１つの幕）を単位として販売されている。手頃な価格で歌舞伎鑑賞ができるので、同じ演目を繰り返し観たい客や初めて歌舞伎を観る客のほか、外国人観光客も多い。
一幕見席を利用する際は通常の入口ではなく劇場1階左手にある専用の入り口から入る必要がある。また一幕見席とそれ以外の席の間には仕切りがあるため劇場内の売店等を利用することはできないが、一幕見席のロビーには筋書きとイヤホンガイドを販売するカウンターと飲み物を売る自動販売機がある。

一幕見席は「指定席」（72席）と「自由席」（24席）に分かれており、前者は観劇前日の12時からウェブ予約、後者は当日10時から一幕見席専用の入口そばのカウンター（地下にあるチケット売り場とは別）で販売している。車椅子・多目的サポートスペースも授けられている。

### Upgraded Single Act Tickets
2025年1月からは2階の上手奥で一幕だけ見る「Upgraded Single Act Tickets」（27席）も始まった。予約は前日12時からウェブで実施。当日は一幕見席の入口ではなく通常の入口から入る。車椅子専用席はないため、車椅子を降りて席に座る必要がある。2025年2月現在は歌舞伎座の日本語サイトには案内がなく、英語サイトでのみ案内されている。

### 観劇
チケット（「切符」と呼ばれる）はウェブ予約、電話予約、および木挽町広場の「切符売り場」での購入が可能。切符の受け取りは木挽町広場にある切符引取機やコンビニで発券するか、事前に郵送してもらう。
また歌舞伎座の入口には「切符預かり所」があるので、友人等の分の切符を予約した場合、ここに友人の切符を預けておけば後で来た友人が切符を受け取る事ができる。
劇場内は幕間であれば飲食可能で、劇場内に備え付けの食堂（要予約）があるほか、内部や木挽町広場で弁当を買うことができる。
歌舞伎座内では歌舞伎鑑賞の助けとして「筋書」の販売や、「イヤホンガイド」と「字幕ガイド」の貸し出し（いずれも有料）を行っている。「筋書」は各演目の（上演する場面の）あらすじを書いた冊子（プログラム）である。「イヤホンガイド」は上演中にイヤホンを用いて「あらすじ・配役・衣裳・道具・独特な約束事など」を聞く事ができる。また各演目は人気場面のみの上演となる（いわゆる見取り方式）が、イヤホンガイドは幕間に上演場面の前後のあらすじの解説も行う。「字幕ガイド」は役者がしゃべっている台詞を字幕で表示してくれる。

## 歴史

### 近代劇場として開設
歌舞伎座は、明治の演劇改良運動の流れを受けて開設された。この運動の提唱者の一人でジャーナリストの福地源一郎（福地桜痴）と金融業者の千葉勝五郎の共同経営で、1889年（明治22年）、東京市京橋区木挽町に開設された（第1期）。
それまで最も大きな劇場は新富座で、舞台の間口が8間あったが、歌舞伎座は13間と大きく広がった。また照明には当時最新技術だった電灯を採用するなど、それまでの劇場をはるかにしのぐ近代劇場となり、これを危惧した新富座・中村座・市村座・千歳座が「四座同盟」を結成して開場当初の歌舞伎の興行に掣肘を加えたことがあった。
福地はまもなく借金問題が浮上したことにより経営から離れ、歌舞伎座の座付作者として活歴物や新舞踊劇の脚本を多数執筆した。そしてそれらを演じた九代目市川團十郎、五代目尾上菊五郎、初代市川左團次らの名優が舞台に立つ歌舞伎座は、いわゆる「團菊左」の明治の歌舞伎黄金時代をもたらして文字通り歌舞伎の殿堂となった。
1896年（明治29年）に歌舞伎座株式会社として株式組織化、皆川四郎が社長、井上竹次郎が副社長に就任した。大河内輝剛が社長を務めていた1907年（明治40年）春に、内外を修繕改築している。
1911年（明治44年）3月に開場した帝国劇場に対抗するため、7月から劇場の純和風化改修工事を行い、同年11月に再開した（第2期）。この間に経営陣が分裂し、関西から東京進出を狙っていた松竹による株の買収が行われた。役員の田村成義がいったん株を買い戻したものの、1913年（大正2年）に病気のためやむなく手を引き、松竹の大谷竹次郎が経営を握った。一方の田村は二長町の市村座の経営に専念、これが後に「二長町時代」と呼ばれる大正の歌舞伎全盛時代に繋がった。
1921年（大正10年）10月30日、歌舞伎座は二階電気室の漏電により焼失した。大谷は田村成義の後継者・田村寿二郎の好意により市村座を借りて興行を継続しつつ、直ちに歌舞伎座の再建工事を行うことにした。1923年（大正12年）9月には建物躯体が完成したところで関東大震災に遭い、積み上げてあった内装用の桧材が全焼、工事は中断した。その後工事を再開し、1924年（大正13年）12月に竣工した。

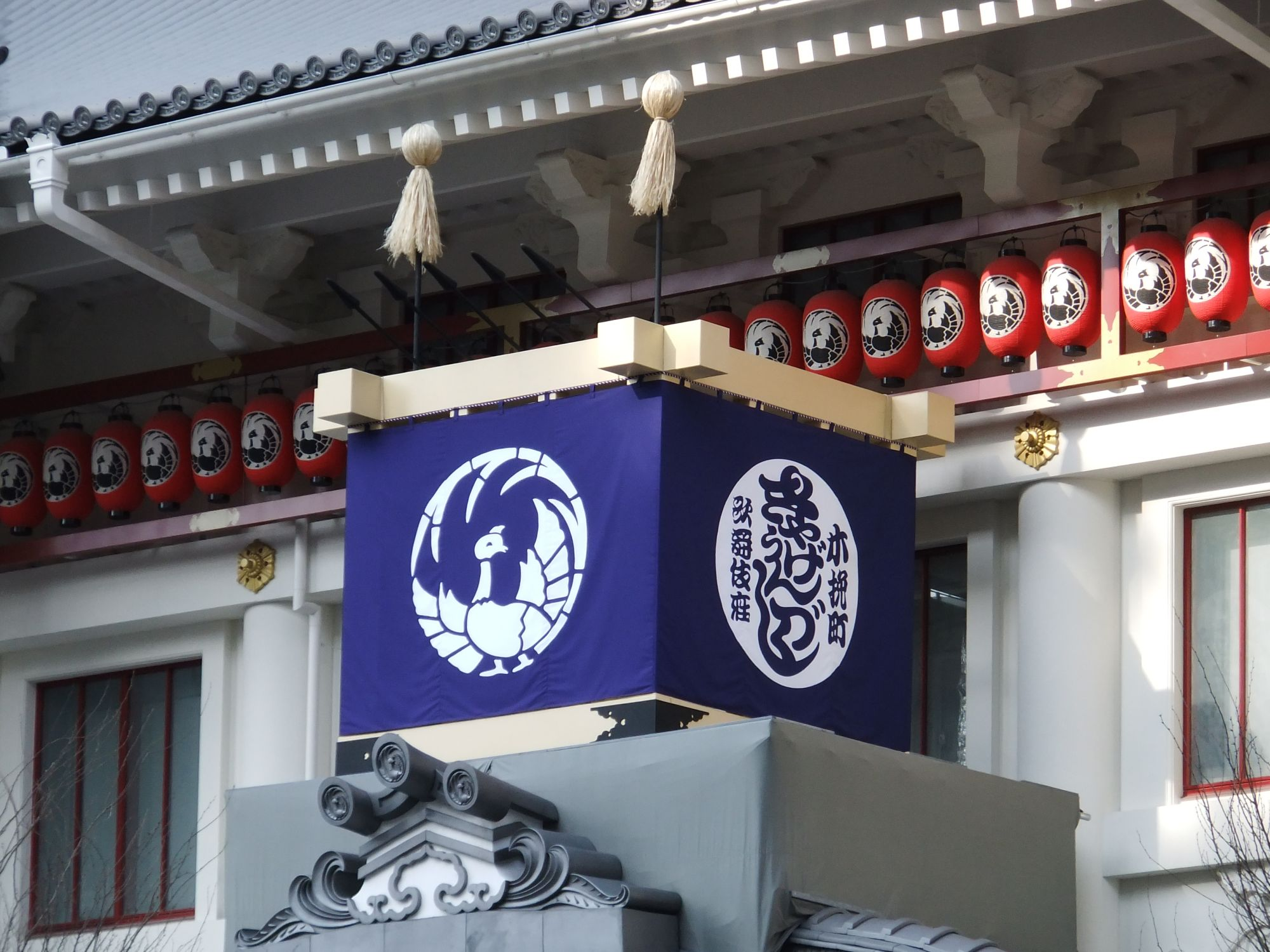
歌舞伎座の櫓
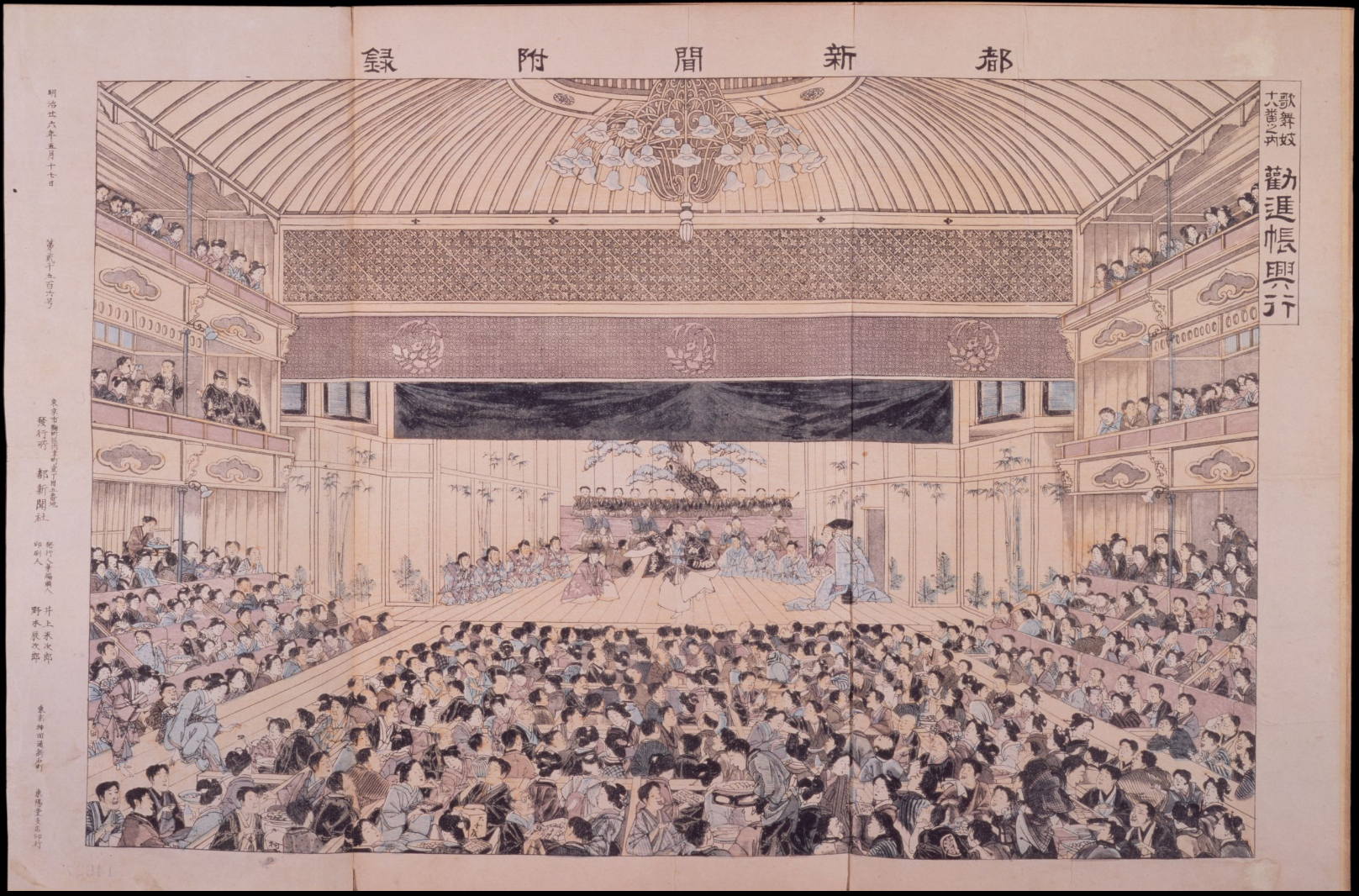
歌舞伎座内観（第1期）

### 歌舞伎の殿堂として
1925年（大正14年）1月、新築の大劇場で開場式が行われた（第3期）。舞台も約15間とさらに広がり、豪華な施設は関東大震災から復興した東京の新名所となった。1931年（昭和6年）、歌舞伎座株式会社は明治座、新富座、松竹と合併し、松竹興行株式会社になった。
第二次世界大戦で戦況が激しくなると興行も中止され、建物は1945年（昭和20年）の東京大空襲で全焼、大屋根も焼け落ちた。
戦後しばらく、歌舞伎座は廃墟の姿をさらしていたが、1949年（昭和24年）大谷竹次郎により新たに「株式会社歌舞伎座」が設立され、松竹から建物を譲り受けて復興工事を行った（土地所有及び歌舞伎興行は松竹が行う）。1950年（昭和25年）12月に竣工し、翌1951年（昭和26年）1月に歌舞伎などの演劇興行を再開した（第4期）。復興にはGHQでマッカーサーの副官であったフォービアン・バワーズの尽力が大きかった。
舞台の緞帳は、東郷青児作『女の四季』。24尺×98尺という大作で、1951年8月以降に完成したもの。
1953年（昭和28年）11月10日、日本赤十字社慈善興行による歌舞伎を上演。昭和天皇、香淳皇后の行幸啓があり、天覧歌舞伎となった。
1980年代までは歌舞伎公演以外にも、萬屋錦之介特別公演、大川橋蔵特別公演、松竹歌劇団のレビュー、小林旭新春公演（1965年）、20年間に渡り恒例公演だった三波春夫座長公演、森昌子引退公演、「年忘れにっぽんの歌」（テレビ東京主催）などの番組収録を含め、興業が行われた。しかし1993年（平成5年）以降、松竹会長（当時）永山武臣の方針により「歌舞伎の本拠地」として原則通年で歌舞伎を興行することとなり、現在に至っている。例外は、1994年に開催された三波春夫芸能生活55周年記念リサイタル、隔年開催されている俳優祭（歌舞伎役者出演のイベント）と2005年（平成17年）に松竹110周年を記念して開催された松竹STAR GATEというオーディションなどがある。

### 特色
かつては多くの小都市にも芝居小屋があったが、時代の流れとともにその数は少なくなってしまった。近年になって、文化財保護や町おこし、村おこしなどの目的で、古くからある歌舞伎劇場の維持・整備に力を入れている自治体もでてきた。それでも、都市部では、客席数1,000人を超える大劇場は、単独施設ではなく規模の異なる複数のホールを併せ持つ複合ホール、またはホテルやビジネスビルなど複合施設に入居する形式が主流となっており、歌舞伎座は単独の施設としての大劇場という点で、今日では稀な存在である。

### 歌舞伎座再生計画
2000年代に入ると歌舞伎座も老朽化が目立つようになり、また耐震性の問題や段差解消の必要性なども指摘されるようになっていった。そこで2005年（平成17年）から建て替えの検討に入り、早稲田大学特任教授（当時）の伊藤滋を座長とした歌舞伎座再生委員会が、「建て替え＋超高層オフィス棟」という草案を導き出した。しかしその一方で、歌舞伎座は2002年（平成14年）に国の登録有形文化財に登録されており、銀座の主要なランドマークとして親しまれていることから、保存の要望も出された。
松竹社内に社長迫本淳一の直轄部署として歌舞伎座開発準備室が設置され、室長に取締役（当時）の武中雅人が任命された。東京都に都市再生特区計画を申請、結局建て替えの実施は2008年（平成20年）10月に正式に発表され、翌年8月26日には松竹と歌舞伎座により、建て替えの具体的な計画が発表された。
2009年（平成21年）から1年余りに渡って行われた「さよなら公演」の後、2010年（平成22年）4月30日に閉場式が行われた。
2013年2月26日に、オフィスビルと併設された歌舞伎座の建て替えが完了した。3月27日・28日の2日に渡って開場式が行われ、4月2日から1年間、こけら落とし興行が行われた。

## 略年表

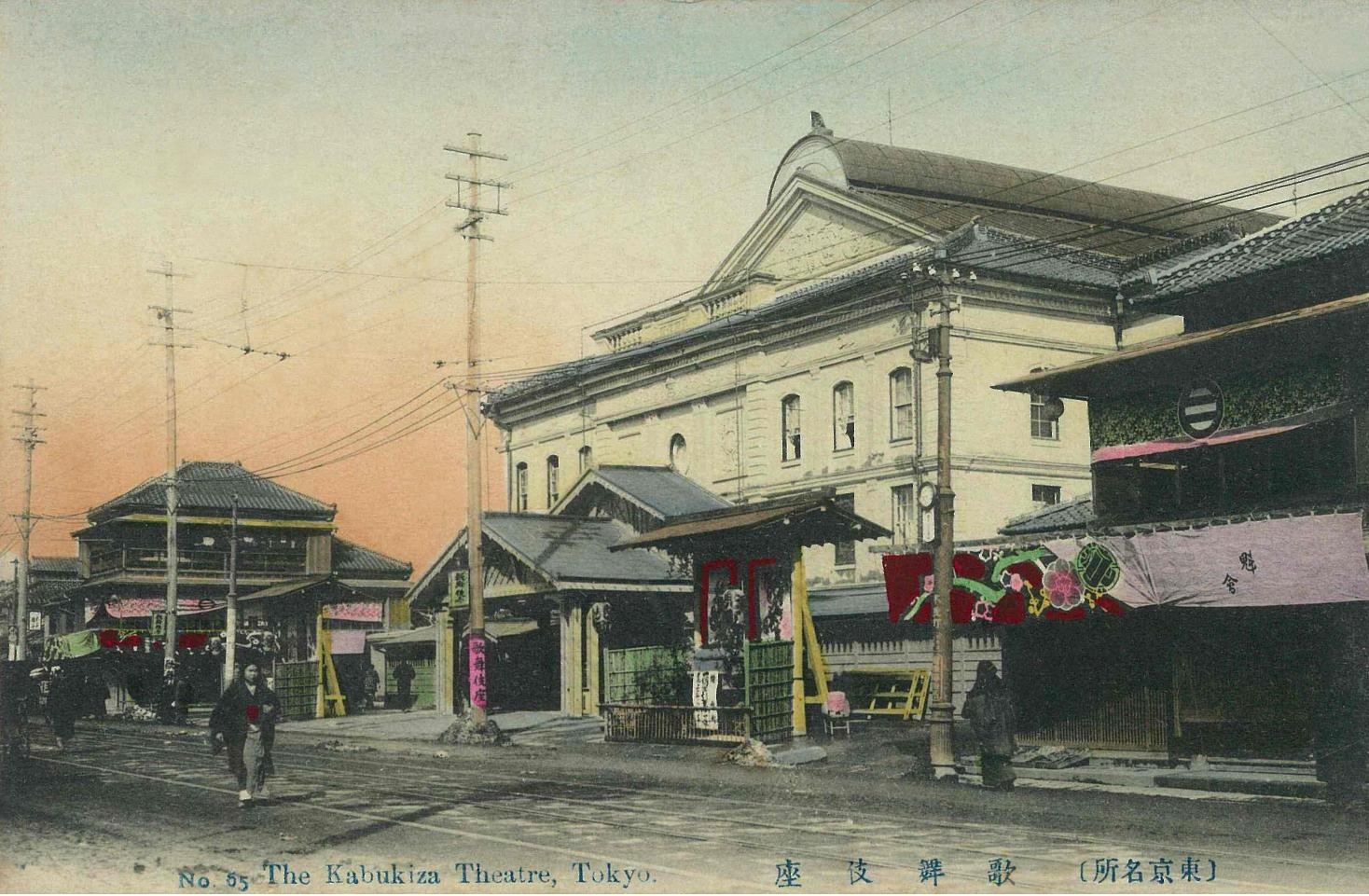
第1期（後期）（1907年 - 1911年）：1907年（明治40年）春、大河内新社長が内外を修繕改築した後の様子。入り口に車寄せが造られ、通りに面した絵看板は左右2枚に。

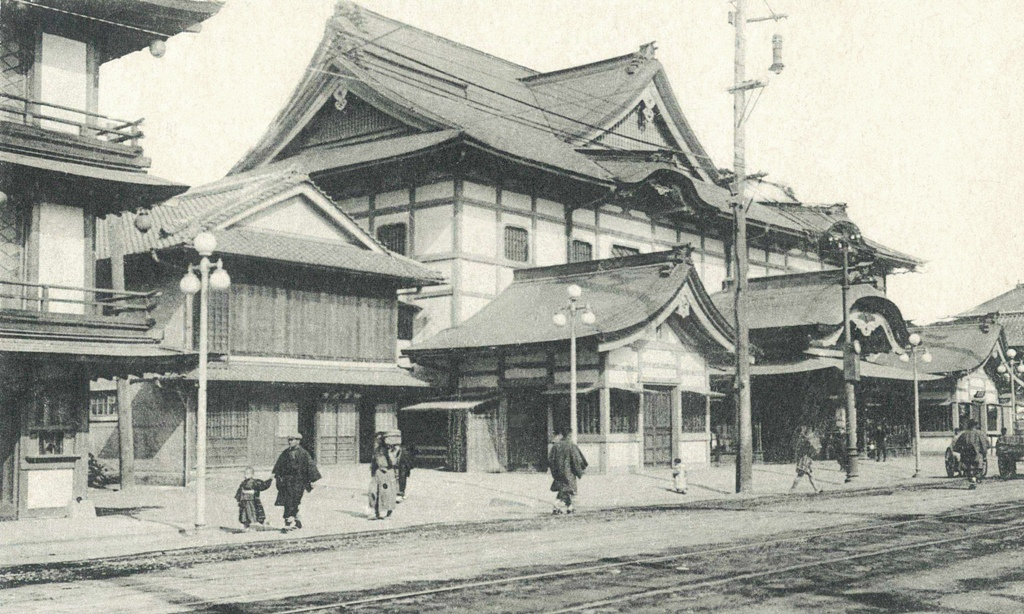
第2期（1911年 - 1921年）：純和風建築となる。

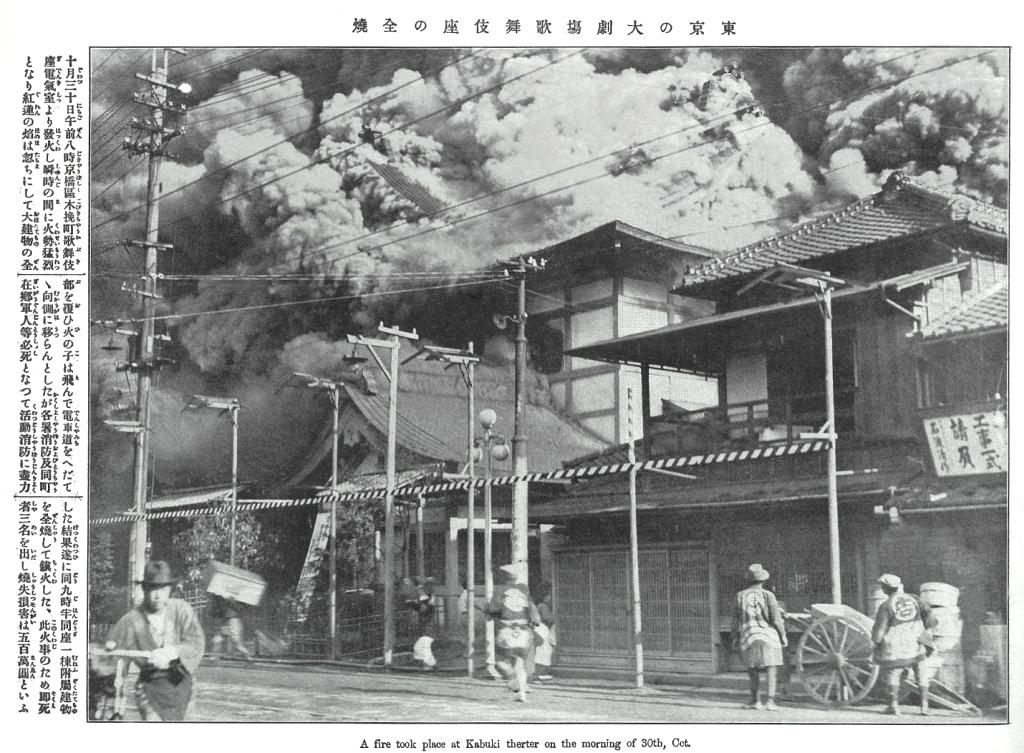
第2期 炎上（1921年）：1921年（大正10年）10月30日朝、漏電により出火、焼失。

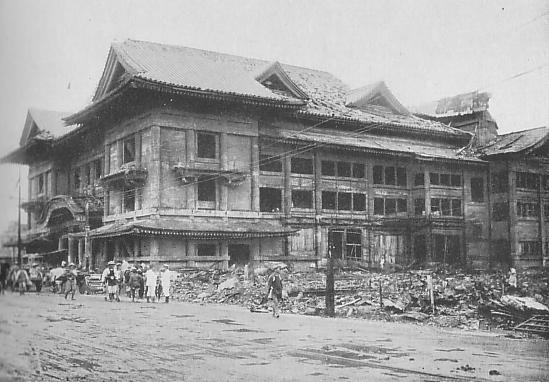
幻の第3期（1923年）：再建工事中、関東大震災に見舞われた歌舞伎座

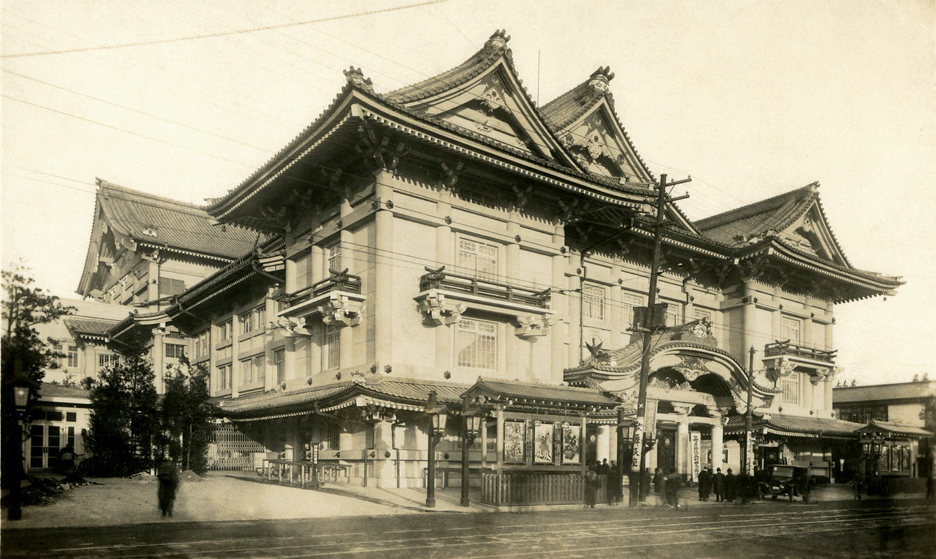
第3期（1925年 - 1945年）： 1945年（昭和20年）5月25日の空襲で焼失。

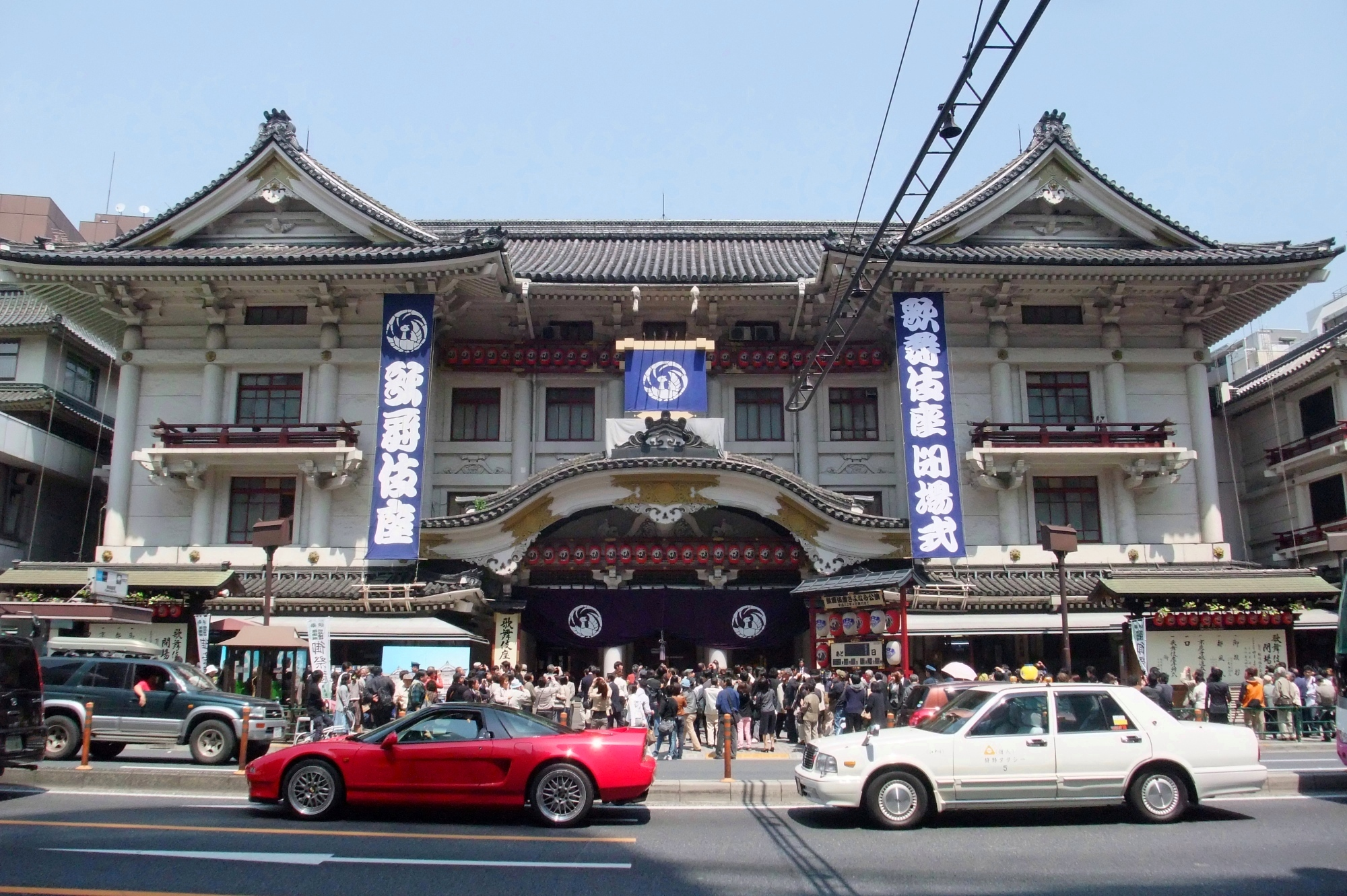
第4期（1951年 - 2010年）：第3期の躯体を生かして修築。大屋根がなくなる。

- 1889年（明治22年）11月21日 - 開場式。翌日にこけら落とし。
- 1896年（明治29年） - 株式会社歌舞伎座を設立。社長に皆川四郎、副社長に井上竹次郎。
- 1906年（明治39年） - 社長に大河内輝剛。
- 1907年（明治40年） - 内外を修繕改築、正面入り口に車寄せなどができる。
- 1914年（大正3年） - 松竹の直営劇場になる。
- 1921年（大正10年）10月30日 - 漏電により焼失。
- 1923年（大正12年）9月1日 - 再建工事中に、関東大震災に見舞われる。
- 1925年（大正14年）1月4日 - 新築の建物で開場式。
- 1945年（昭和20年）5月25日 - 東京大空襲で大屋根が落ち、内部を焼失。
- 1949年（昭和24年） - 株式会社歌舞伎座設立。
- 1951年（昭和26年）1月3日 - 復興した建物で開場式（こけら落とし）。
- 1952年（昭和27年） - 東京証券取引所市場第二部に上場。
- 2002年（平成14年） - 建物が国の登録有形文化財（建造物）に登録される（2010年に登録抹消[127]）。
- 2010年（平成22年）4月30日 - 老朽化による建て替えのため閉場式を以て一時閉館。
- 2010年（平成22年）5月10日 - 建物の解体作業を開始。
- 2013年（平成25年）2月26日 - 歌舞伎座と歌舞伎座タワーの複合施設「GINZA KABUKIZA」竣工。
- 2013年（平成25年）3月1日 - 東銀座駅に通じる地下通路「木挽町広場」開通。
- 2013年（平成25年）3月27日 - 新築の建物で開場式。
- 2013年（平成25年）4月2日 - こけら落とし興行が始まる。

## 建物の変遷
第1期（1889年竣工）
木造、外観は西洋風の劇場。設計：高原弘造、施工：大倉組。1907年、修繕改築。
（煉瓦積み？）外観は洋風で、総建坪は外郭を除いて457坪（のちに528坪）、間口は15間、奥行30間、主要部の軒高は30尺、棟まで60尺。用材はすべてヒノキで、3階建。舞台は間口13間、奥行16間、高さ17尺、廻り舞台は蛇の目回しで、外回り直径は9間、内回り7間。チョボ床は東西に分けて2箇所に設けたのは新しかった。観客席は3層で、1層は13間×10間、東西向こう正面ともに桟敷で、土間は6間ずつに分けて縦横に通行の渡り板を設け、両花道から高土間へも通路を作って、桟敷は洋装の観客を考慮して上げ蓋式で、これを取れば腰掛けになり、天井は繁骨の傘状形に張って、中央に当時最新式の16燭光の小球36個を束ねた吊り電灯が下がり、3階の一幕見席の後ろには運動場を作り、ここに食品、小間物などの売店があり、2階に洋室3間を設けて観客休憩所に充当した。観客定員は1700名余。
第2期（1911年竣工）
第1期の建物の骨組みを用いて大幅に改造、純洋風の帝国劇場に対抗して純和風の外観とした。設計施工：志水正太郎。1921年10月、漏電事故により焼失。
第3期（1924年12月竣工、1925年1月開場）
破風屋根が目立つ桃山様式風の外観。設計：岡田信一郎、施工：大林組。1945年に戦災を受ける。
鉄骨鉄筋コンクリート造。瓦葺き、本館1階910坪、2階480坪5合、3階428坪3合9勺、4階194坪、地階881坪強。楽屋は1階152坪3合、2階433坪。舞台は間口15間、高さ3間2尺、奥行11間、必要に応じてさらに5～6間深まった。廻り舞台は蛇の目、外回り直径10間、内回り7間2尺。両花道。奈落の深さは3間。天井高さは10間。観客席は4階、1～2階（東西桟敷）は145席、大部分は椅子席。観客定員は2500人余り。
第4期（1950年12月竣工、1951年1月開場）
戦災を受けた第3期の躯体・デザインを生かして修築。吉田五十八が担当、施工：清水建設。
歌舞伎座は間口15間、奥行11間の舞台を有し、収容人員は1950年の開場時に2,600人で、その後1982年の改修時に、ゆとりを持たせるため座席数を減らし、2,017人となった。
- 建屋：4階建（一部5階）
- 構造：鉄骨鉄筋コンクリート造
- 建築面積：3,787m2

第5期（2013年2月竣工、2013年4月開場）
第4期のデザインを継承して新築。複合ビルと構成されている。設計：隈研吾・三菱地所設計、施工：清水建設。
舞台間口：27.5メートル(15間）、奥行20メートル（11間）、高さ6.36メートル。
廻り舞台の直径は60尺（18.18ｍ）
1階から3階までの座席数は1,808、4階の一幕見席は座席数96、立見数60で計156。

## 歌舞伎座テレビ室
歌舞伎座テレビ室は「成長株の歌舞伎俳優を起用した時代劇を製作」していたセクションで、松竹で主に時代劇を製作していた「歌舞伎座映画」が、70年代にテレビが娯楽の中心となって改称したものである。
古くは『日本怪談劇場』や『弥次喜多隠密道中』、末期では『斬り捨て御免!シリーズ』や『眠狂四郎無頼控（片岡孝夫主演版）』等と言った数多くの名作を世に送り出した。おすぎが在籍していたことでも知られる。
詳細については当該項目を参照の事。
- 日本怪談劇場[135]
- 弥次喜多隠密道中[132]
- 斬り捨て御免!シリーズ[131]
- 眠狂四郎円月殺法[132]
- 眠狂四郎無頼控[133]
- 新・必殺仕置人[132]
- 半七捕物帳 (1979年版)[132]
- 宮本武蔵（1975年版）[132]
- 愛染かつら（1974年版）
- 絵島生島
- お耳役秘帳
- お命頂戴!

など。